# Ocyptamus verona
Ocyptamus verona är en tvåvingeart som först beskrevs av Charles Howard Curran 1941.  Ocyptamus verona ingår i släktet Ocyptamus och familjen blomflugor.
Artens utbredningsområde är Colombia. Inga underarter finns listade i Catalogue of Life.